# زولتان کواگو
زولتان کُواگو (مجاری: Kővágó Zoltán؛ زادهٔ ۱۰ آوریل ۱۹۷۹) ورزشکار دو و میدانی اهل مجارستان است.